# 佐世保要塞
佐世保要塞（させぼようさい）とは、佐世保軍港の防備のため設置された大日本帝国陸軍の要塞である。

## 概要
1891年（明治24年）から佐世保軍港の防禦計画の検討が始められた。1893年（明治26年）2月に防禦計画が決定されたが、日清戦争開戦のため工事が開始されたのは1897年になってからである。
砲台建設は、1897年（明治30年）9月、高後崎砲台・面高堡塁から開始され、1901年（明治34年）11月までに当初計画したすべての砲台が竣工した。
1934年（昭和9年）に江の島砲台が着工された。1936年（昭和11年）8月、長崎要塞に合併され、佐世保要塞司令部は廃庁した。

## 年譜
- 1897年（明治30年）9月 高後崎砲台・面高堡塁着工
  - 10月 石原岳堡塁着工
- 1898年（明治31年）6月 小首堡塁着工
  - 11月 丸出山堡塁着工
  - 12月 高後崎砲台竣工
- 1899年（明治32年）7月 牽牛崎堡塁着工
  - 11月9日 - 佐世保要塞砲兵連隊が東彼杵郡 佐世保村 [3]の新築兵営に移転[4]。
  - 12月 石原岳堡塁竣工
- 1900年（明治33年）4月 前岳堡塁着工・佐世保要塞司令部設置
  - 6月1日 佐世保要塞司令部が東彼杵郡佐世保村に開庁[5]。
  - 8月7日 佐世保要塞司令部が佐世保村字小佐世保の新築庁舎に移転[6]。
  - 8月 面高堡塁竣工
  - 9月 小首堡塁竣工
- 1901年（明治34年）9月 牽牛崎堡塁竣工
  - 11月 丸出山堡塁・前岳堡塁竣工
- 1934年（昭和9年） 江の島砲台着工
- 1936年（昭和11年） 江の島砲台竣工
  - 8月1日 長崎要塞に合併。

## 主要な施設
- 前岳堡塁 -「砲台山」と呼ばれた程の巨大さであった[7]。相浦から上陸してくる敵を撃退する為に設けられた。
- 牽牛崎堡塁
- 丸出山堡塁 - 九十九島の眺めが美しい[8]。
- 小首堡塁
- 高後崎砲台
- 面高堡塁
- 石原岳堡塁[8]
- 江の島砲台

## 歴代司令官
- 山根武亮 少将：1900年4月25日 - 1902年8月15日
- 村田惇 少将：1902年12月19日 - 1905年12月20日
- 出石猷彦 少将：1904年7月2日 -
- 中田時懋 少将：1906年3月12日 - 1908年12月21日
- 柴五郎 少将：1908年12月21日 - 1909年8月1日
- 加藤政義 少将：1909年8月1日 - 1910年11月30日
- 太田正徳 少将：1910年11月30日 - 1911年9月6日
- 鋳方徳蔵 少将：1911年9月6日 - 1912年12月26日
- 橋本良英 少将：1912年12月26日 - 1914年8月8日
- 渡辺満太郎 少将：1914年8月8日 - 1916年8月18日
- 武富牧太郎 少将：1916年8月18日 -
- 平瀬又雄 少将：1919年4月1日 -
- 堀田正一 少将：1921年7月20日 -
- 松井順 少将：1924年2月4日 -
- 宮原国雄 少将：1925年5月1日 -
- 斎藤稔 少将：1926年3月2日 -
- 岩越恒一 少将：1927年7月26日 - 1928年8月10日
- 高橋真八 少将：1928年8月10日 -
- 中屋良雄 少将：1929年8月1日 -
- 青木政喜 少将：1930年8月1日 -
- 作田徳次 少将：1931年8月1日 -
- 平山繁 少将：1932年6月27日 -
- 浦澄江 少将：1933年8月1日 -
- 島省三 少将：1934年8月1日 -
- 長瀬武平 少将：1935年8月1日 -
- 手塚省三 少将：1936年3月7日 - 8月1日